# Slovenië op het Europees kampioenschap voetbal 2000
Slovenië was een van de deelnemende landen aan het Europees kampioenschap voetbal 2000 in Nederland en België. Het was de eerste deelname voor de voormalige deelrepububliek van Joegoslavië. Slovenië strandde in de eerste ronde van het Europees kampioenschap.

## Kwalificatie
Slovenië speelde in groep 2 van de kwalificatie voor het Europees kampioenschap met Noorwegen, Griekenland, Letland, Albanië en Georgië. Slovenië kwalificeerde zich door als tweede te eindigen in de poule, en de play-offwedstrijden tegen Oekraïne in zijn voordeel te beslissen.

### Kwalificatiewedstrijden
|                                                             |                                                |               |                                       |                                                                                          |
| 6 september 1998 EK-kwalificatie groep 2 «onderlinge duels» | Griekenland                                    | 2 – 2 (0 – 1) | Slovenië                              | Olympisch Stadion, Athene Toeschouwers: 40.000 Scheidsrechter: Alfredo Trentalange (ITA) |
| 6 september 1998 EK-kwalificatie groep 2 «onderlinge duels» | Nikos Machlas 55' (pen.) Kostas Fratzeskos 58' |               | 18' Zlatko Zahovič 72' Zlatko Zahovič | Olympisch Stadion, Athene Toeschouwers: 40.000 Scheidsrechter: Alfredo Trentalange (ITA) |

|                                                            |                    |               |                                      |                                                                                          |
| 10 oktober 1998 EK-kwalificatie groep 2 «onderlinge duels» | Slovenië           | 1 – 2 (1 – 1) | Noorwegen                            | Bežigrad Stadion, Ljubljana Toeschouwers: 7.000 Scheidsrechter: Andreas Schluchter (SUI) |
| 10 oktober 1998 EK-kwalificatie groep 2 «onderlinge duels» | Zlatko Zahovič 24' |               | 45' Tore André Flo 80' Kjetil Rekdal | Bežigrad Stadion, Ljubljana Toeschouwers: 7.000 Scheidsrechter: Andreas Schluchter (SUI) |

|                                                            |                 |               |         |                                                                                          |
| 14 oktober 1998 EK-kwalificatie groep 2 «onderlinge duels» | Slovenië        | 1 – 0 (0 – 0) | Letland | Ljudski vrt Stadion, Maribor Toeschouwers: 8.000 Scheidsrechter: Karen Nalbandiyan (ARM) |
| 14 oktober 1998 EK-kwalificatie groep 2 «onderlinge duels» | Sašo Udovič 85' |               |         | Ljudski vrt Stadion, Maribor Toeschouwers: 8.000 Scheidsrechter: Karen Nalbandiyan (ARM) |

|                                                          |                     |               |                    |                                                                                         |
| 27 maart 1999 EK-kwalificatie groep 2 «onderlinge duels» | Georgië             | 1 – 1 (1 – 0) | Slovenië           | Boris Paitsjadzestadion, Tbilisi Toeschouwers: 20.000 Scheidsrechter: Alain Hamer (LUX) |
| 27 maart 1999 EK-kwalificatie groep 2 «onderlinge duels» | Zaza Dzjanasjia 42' |               | 52' Zlatko Zahovič | Boris Paitsjadzestadion, Tbilisi Toeschouwers: 20.000 Scheidsrechter: Alain Hamer (LUX) |

|                                                        |                   |               |                                              |                                                                                  |
| 5 juni 1999 EK-kwalificatie groep 2 «onderlinge duels» | Letland           | 1 – 2 (1 – 2) | Slovenië                                     | Skonto Stadion, Riga Toeschouwers: 2.500 Scheidsrechter: Juan Manuel Brito (ESP) |
| 5 juni 1999 EK-kwalificatie groep 2 «onderlinge duels» | Marian Pahars 18' |               | 25' Zlatko Zahovič 39' (pen.) Zlatko Zahovič | Skonto Stadion, Riga Toeschouwers: 2.500 Scheidsrechter: Juan Manuel Brito (ESP) |

|                                                        |         |                           |          |                                                                                    |
| 9 juni 1999 EK-kwalificatie groep 2 «onderlinge duels» | Albanië | 0 – 1 (0 – 1)             | Slovenië | Qemal Stafastadion, Tirana Toeschouwers: 8.000 Scheidsrechter: Adrian Stocia (ROM) |
| 9 juni 1999 EK-kwalificatie groep 2 «onderlinge duels» |         | 26' (pen.) Zlatko Zahovič |          | Qemal Stafastadion, Tirana Toeschouwers: 8.000 Scheidsrechter: Adrian Stocia (ROM) |

|                                                             |                                     |               |         |                                                                                            |
| 18 augustus 1999 EK-kwalificatie groep 2 «onderlinge duels» | Slovenië                            | 2 – 0 (0 – 0) | Albanië | Bežigrad Stadion, Ljubljana Toeschouwers: 6.900 Scheidsrechter: Joaquim Paulo Paraty (POR) |
| 18 augustus 1999 EK-kwalificatie groep 2 «onderlinge duels» | Zlatko Zahovič 49' Milan Osterc 80' |               |         | Bežigrad Stadion, Ljubljana Toeschouwers: 6.900 Scheidsrechter: Joaquim Paulo Paraty (POR) |

|                                                             |                                         |               |                     |                                                                                    |
| 4 september 1999 EK-kwalificatie groep 2 «onderlinge duels» | Slovenië                                | 2 – 1 (0 – 0) | Georgië             | Bežigrad Stadion, Ljubljana Toeschouwers: 8.500 Scheidsrechter: Jan Wegereef (NED) |
| 4 september 1999 EK-kwalificatie groep 2 «onderlinge duels» | Milenko Ačimovič 48' Zlatko Zahovič 80' |               | 55' Sjota Arveladze | Bežigrad Stadion, Ljubljana Toeschouwers: 8.500 Scheidsrechter: Jan Wegereef (NED) |

|                                                             |                                                                                           |               |          |                                                                                    |
| 8 september 1999 EK-kwalificatie groep 2 «onderlinge duels» | Noorwegen                                                                                 | 4 – 0 (3 – 0) | Slovenië | Ullevaal Stadion, Oslo Toeschouwers: 24.288 Scheidsrechter: Gilles Veissière (FRA) |
| 8 september 1999 EK-kwalificatie groep 2 «onderlinge duels» | Rudi Istenič 15' (e.d.) Steffen Iversen 17' Ole Gunnar Solskjær 30' Øyvind Leonardsen 67' |               |          | Ullevaal Stadion, Oslo Toeschouwers: 24.288 Scheidsrechter: Gilles Veissière (FRA) |

|                                                           |          |                                                                  |             |                                                                                       |
| 9 oktober 1999 EK-kwalificatie groep 2 «onderlinge duels» | Slovenië | 0 – 3 (0 – 2)                                                    | Griekenland | Ljudski vrt Stadion, Maribor Toeschouwers: 2.500 Scheidsrechter: Gamal Ghandour (EGY) |
| 9 oktober 1999 EK-kwalificatie groep 2 «onderlinge duels» |          | 39' Vasilis Tsartas 43' Georgios Georgiadis 73' Demis Nikolaidis |             | Ljudski vrt Stadion, Maribor Toeschouwers: 2.500 Scheidsrechter: Gamal Ghandour (EGY) |

### Eindstand
|   | Land        | Wed | W | G | V | DV | DT | DS  | Pnt |
| - | ----------- | --- | - | - | - | -- | -- | --- | --- |
| 1 | Noorwegen   | 10  | 8 | 1 | 1 | 21 | 9  | +12 | 25  |
| 2 | Slovenië    | 10  | 5 | 2 | 3 | 12 | 14 | –2  | 17  |
| 3 | Griekenland | 10  | 4 | 3 | 3 | 13 | 8  | +5  | 15  |
| 4 | Letland     | 10  | 3 | 4 | 3 | 13 | 12 | +1  | 13  |
| 5 | Albanië     | 10  | 1 | 4 | 5 | 8  | 14 | –6  | 7   |
| 6 | Georgië     | 10  | 1 | 2 | 7 | 8  | 18 | –10 | 5   |

### Play-off
Aangezien Slovenië als tweede in groep 2 eindigde moest het elftal twee play-off wedstrijden spelen tegen de nummer twee uit kwalificatiepoule 4: Oekraïne. Dat elftal was met slecht één punt achterstand op poulewinnaar Frankrijk tweede geworden, en was dus de torenhoge favoriet. Slovenië wist echter te verrassen: na een 2-1 thuisoverwinning had Slovenië aan een 1-1 gelijkspel in de returnwedstrijd genoeg om kwalificatie af te dwingen.

#### Zaterdag13 november1999
- Ljubljana, Centralni Bežigrad — Scheidsrechter:  Urs Meier

| Slovenië | 2 – 1 (0 – 1) | Oekraïne |
| Zlatko Zahovič 53' Milenko Ačimovič 84' | doelpunten    | 33' Andrij Sjevtsjenko |
| Srečko Katanec | bondscoach    | Jozjef Sabo |
| Mladen Dabanovič Amir Karič Mladen Rudonja Darko Milanič 72' Željko Milinovič Aleksander Knavs Džoni Novak Aleš Čeh Zlatko Zahovič Sašo Udovič 46' Miran Pavlin | opstellingen  | Oleksandr Sjovkovskyj Dmitriy Parfenov Andriy Gusyn Olexander Holovko Vladislav Vashchuk Yuri Dmytrulin 56' Serhiy Kandaurov Serhiy Popov Vitaly Kosovsky Andrij Sjevtsjenko Serhij Rebrov |
| Milenko Ačimovič 46' Milan Osterc 72' | wissels       | 56' Vasil Kardash |
| Aleksander Knavs 26' Miran Pavlin 38' Željko Milinovič 65' Mladen Rudonja 86'                                                                                   | gele kaarten  | 50' Serhiy Kandaurov |
| | rode kaarten  | 61' Dmitriy Parfenov 90' Andriy Gusyn |

#### Woensdag17 november1999
- Kiev, NSK Olimpiejsky — Scheidsrechter:  Bernd Heynemann

| Oekraïne | 1 – 1 (0 – 0) | Slovenië |
| Serhij Rebrov 69' (pen.) | doelpunten    | 79' Miran Pavlin |
| Jozjef Sabo | bondscoach    | Srečko Katanec |
| Oleksandr Sjovkovskyj Oleh Loezjny Serhiy Fyodorov Olexander Holovko Vladislav Vashchuk Yuri Dmytrulin Serhiy Kandaurov 45' Serhij Skasjenko 58' Vitaly Kosovsky 74' Andrij Sjevtsjenko Serhij Rebrov | opstellingen  | Mladen Dabanovič 74' Amir Karič Mladen Rudonja Darko Milanič Marinko Galič Željko Milinovič Džoni Novak Aleš Čeh Zlatko Zahovič 57' Sašo Udovič Miran Pavlin |
| Serhiy Kovalyov 45' Hennady Moroz 58' Serhiy Popov 74' | wissels       | 57' Milenko Ačimovič 74' Milan Osterc |
| Yuri Dmytrulin 76' | gele kaarten  | 8' Zlatko Zahovič 14' Darko Milanič 87' Milenko Ačimovič |
| | rode kaarten  | |

### Spelers
Bondscoach Srečko Katanec gebruikte 25 verschillende spelers in de twaalf kwalificatieduels voor Euro 2000.
| Naam              | Wedstrijden | Minuten | Doelpunten |    |    |
| ----------------- | ----------- | ------- | ---------- | -- | -- |
| Sašo Udovič       | 12          | 687     | 1          | 0  | 12 |
| Milenko Ačimovič  | 12          | 423     | 2          | 11 | 0  |
| Aleš Čeh          | 11          | 990     | 0          | 0  | 0  |
| Zlatko Zahovič    | 11          | 989     | 10         | 0  | 1  |
| Džoni Novak       | 11          | 989     | 0          | 0  | 1  |
| Mladen Rudonja    | 11          | 986     | 0          | 0  | 2  |
| Marin Pavlin      | 11          | 963     | 1          | 0  | 2  |
| Aleksander Knavs  | 10          | 855     | 0          | 0  | 1  |
| Milan Osterc      | 10          | 480     | 1          | 4  | 5  |
| Marinko Galič     | 9           | 810     | 0          | 0  | 0  |
| Marko Simeunovič  | 9           | 765     | 0          | 0  | 1  |
| Željko Milinovič  | 9           | 663     | 0          | 2  | 0  |
| Amir Karič        | 8           | 543     | 0          | 3  | 1  |
| Darko Milanič     | 7           | 582     | 0          | 0  | 2  |
| Rudi Istenič      | 7           | 156     | 0          | 5  | 2  |
| Mladen Dabanovič  | 4           | 315     | 0          | 1  | 0  |
| Robert Englaro    | 4           | 187     | 0          | 3  | 0  |
| Spasoje Bulajič   | 1           | 90      | 0          | 0  | 0  |
| Simon Sešlar      | 1           | 90      | 0          | 0  | 0  |
| Edo Bajrektarevič | 1           | 90      | 0          | 0  | 0  |
| Muamer Vugdalič   | 1           | 83      | 0          | 0  | 1  |
| Ante Simundza     | 1           | 59      | 0          | 0  | 1  |
| Primož Gliha      | 1           | 45      | 0          | 1  | 0  |
| Ermin Šiljak      | 1           | 3       | 0          | 1  | 0  |
| Željko Mitrakovič | 1           | 1       | 0          | 1  | 0  |

## Oefenduels
Slovenië speelde vier oefeninterlands in de aanloop naar het EK voetbal in België en Nederland.

|                                                                     |                 |               |                 |                                                                                       |
| 20 februari 2000 Oman Toernooi Vriendschappelijk «onderlinge duels» | VA Emiraten     | 1 – 1 (0 – 0) | Slovenië        | Sultan Qaboos Sports Complex, Masqat Toeschouwers: 500 Scheidsrechter: Al Shahi (OMA) |
| 20 februari 2000 Oman Toernooi Vriendschappelijk «onderlinge duels» | Yaser Salim 88' |               | 83' Sašo Udovič | Sultan Qaboos Sports Complex, Masqat Toeschouwers: 500 Scheidsrechter: Al Shahi (OMA) |

|                                                                     |      |                                                                                    |          |                                                                                       |
| 23 februari 2000 Oman Toernooi Vriendschappelijk «onderlinge duels» | Oman | 0 – 4 (0 – 2)                                                                      | Slovenië | Sultan Qaboos Sports Complex, Masqat Toeschouwers: 300 Scheidsrechter: Abdullah (UAE) |
| 23 februari 2000 Oman Toernooi Vriendschappelijk «onderlinge duels» |      | 15' Miran Pavlin 32' Zlatko Zahovič 57' Zlatko Zahovič 65' (pen.) Milenko Ačimovič |          | Sultan Qaboos Sports Complex, Masqat Toeschouwers: 300 Scheidsrechter: Abdullah (UAE) |

|                                                    |                                                             |               |                                    |                                                                                          |
| 26 april 2000 Vriendschappelijk «onderlinge duels» | Frankrijk                                                   | 3 – 2 (0 – 2) | Slovenië                           | Stade de France, Parijs Toeschouwers: 60.000 Scheidsrechter: Abderrahim El Arjoune (MAR) |
| 26 april 2000 Vriendschappelijk «onderlinge duels» | David Trezeguet 64' Laurent Blanc 75' David Trezeguet 90+2' |               | 3' Željko Milinovič 9' Sašo Udovič | Stade de France, Parijs Toeschouwers: 60.000 Scheidsrechter: Abderrahim El Arjoune (MAR) |

|                                                  |                                         |               |               |                                                                                      |
| 3 juni 2000 Vriendschappelijk «onderlinge duels» | Slovenië                                | 2 – 0 (1 – 0) | Saoedi-Arabië | Bežigrad Stadion, Ljubljana Toeschouwers: 10.000 Scheidsrechter: Edo Trivković (CRO) |
| 3 juni 2000 Vriendschappelijk «onderlinge duels» | Zlatko Zahovič 16' Milenko Ačimovič 46' |               |               | Bežigrad Stadion, Ljubljana Toeschouwers: 10.000 Scheidsrechter: Edo Trivković (CRO) |

## EK-selectie
- Cijfers bijgewerkt tot en met laatste vriendschappelijke interland tegen  Saoedi-Arabië op 3 juni 2000 in Ljubljana

| 1                 | Marko Simeunovič | 05/12/1967 | 25 | 0  | NK Maribor            | 03/06/1992 |
| 12                | Mladen Dabanovič | 13/09/1971 | 11 | 0  | KSC Lokeren           | 19/08/1998 |
| 22                | Dejan Nemec      | 01/03/1977 | 0  | 0  | NK Mura Murska Sobota | —          |
| Verdediging       |                  |            |    |    |                       |            |
| 2                 | Spašoje Bulajič  | 24/11/1975 | 8  | 1  | 1. FC Köln            | 25/03/1998 |
| 3                 | Željko Milinovič | 12/01/1976 | 16 | 1  | LASK Linz             | 18/03/1997 |
| 4                 | Darko Milanič    | 18/12/1967 | 40 | 0  | Sturm Graz            | 07/11/1992 |
| 5                 | Marinko Galič    | 22/04/1970 | 50 | 0  | NK Maribor            | 08/02/1994 |
| 6                 | Aleksander Knavs | 05/12/1975 | 21 | 1  | Tirol Innsbruck       | 05/02/1998 |
| Middenveld        |                  |            |    |    |                       |            |
| 7                 | Džoni Novak      | 04/09/1969 | 48 | 3  | CS Sedan              | 07/11/1992 |
| 8                 | Aleš Čeh         | 07/04/1968 | 51 | 1  | Grazer AK             | 03/06/1992 |
| 11                | Miran Pavlin     | 08/10/1971 | 24 | 2  | Karlsruher SC         | 23/03/1994 |
| 14                | Saša Gasjer      | 11/02/1974 | 5  | 1  | AA Gent               | 06/02/1999 |
| 15                | Rudi Istenič     | 10/01/1971 | 15 | 0  | KFC Uerdingen         | 06/09/1997 |
| 16                | Anton Zlogar     | 24/11/1977 | 1  | 0  | Nova Gorica           | 25/03/1998 |
| 18                | Milenko Ačimovič | 15/02/1977 | 20 | 5  | Rode Ster Belgrado    | 22/04/1998 |
| 19                | Amir Karič       | 31/12/1973 | 24 | 1  | NK Maribor            | 21/05/1996 |
| 21                | Zoran Pavlovič   | 27/07/1976 | 4  | 0  | Dinamo Zagreb         | 19/08/1998 |
| Aanval            |                  |            |    |    |                       |            |
| 9                 | Sašo Udovič      | 12/12/1968 | 37 | 15 | LASK Linz             | 07/04/1993 |
| 10                | Zlatko Zahovič   | 01/02/1971 | 46 | 22 | Olympiakos Piraeus    | 07/11/1992 |
| 13                | Mladen Rudonja   | 26/07/1971 | 36 | 0  | Sint Truiden          | 08/02/1994 |
| 17                | Ermin Šiljak     | 11/05/1973 | 18 | 4  | Servette FC           | 23/03/1994 |
| 20                | Milan Osterc     | 04/07/1975 | 20 | 5  | Olimpija Ljubljana    | 06/09/1997 |
| Bondscoach        |                  |            |    |    |                       |            |
| Vlag van Slovenië | Srečko Katanec   | 17/07/1963 |    |    |                       |            |

## EK-wedstrijden

### Groep B
|                                      |                                                             |       |                                                        | |
| 13 juni «onderlinge duels» 20:45 uur | Joegoslavië                                                 | 3 – 3 | Slovenië                                               | Stade du Pays de Charleroi, Charleroi Toeschouwers: 15.000 Scheidsrechter: Vitor Melo Pereira (POR) |
| 13 juni «onderlinge duels» 20:45 uur | Savo Milošević 67' Ljubinko Drulović 70' Savo Milošević 73' |       | 23' Zlatko Zahovič 52' Miran Pavlin 57' Zlatko Zahovič | Stade du Pays de Charleroi, Charleroi Toeschouwers: 15.000 Scheidsrechter: Vitor Melo Pereira (POR) |

|                                      |                    |       |                                        |                                                                                   |
| 18 juni «onderlinge duels» 18:00 uur | Slovenië           | 1 – 2 | Spanje                                 | Amsterdam ArenA, Amsterdam Toeschouwers: 45.000 Scheidsrechter: Markus Merk (GER) |
| 18 juni «onderlinge duels» 18:00 uur | Zlatko Zahovič 59' |       | 4' Raúl González 60' Joseba Etxeberria | Amsterdam ArenA, Amsterdam Toeschouwers: 45.000 Scheidsrechter: Markus Merk (GER) |

|                                      |          |       |           |                                                                          |
| 21 juni «onderlinge duels» 18:00 uur | Slovenië | 0 – 0 | Noorwegen | GelreDome, Arnhem Toeschouwers: 22.000 Scheidsrechter: Graham Poll (ENG) |
| 21 juni «onderlinge duels» 18:00 uur |          |       |           | GelreDome, Arnhem Toeschouwers: 22.000 Scheidsrechter: Graham Poll (ENG) |

### Eindstand
| Land        | Wed | Win | Gel | Ver | DV | DT | +/− | Pnt |
| ----------- | --- | --- | --- | --- | -- | -- | --- | --- |
| Spanje      | 3   | 2   | 0   | 1   | 6  | 5  | 1   | 6   |
| Joegoslavië | 3   | 1   | 1   | 1   | 7  | 7  | 0   | 4   |
| Noorwegen   | 3   | 1   | 1   | 1   | 1  | 1  | 0   | 4   |
| Slovenië    | 3   | 0   | 2   | 1   | 4  | 5  | –1  | 2   |

## Trivia
- Slovenië is het enige land dat zich met een negatief doelsaldo voor het Europees kampioenschap wist te kwalificeren.
- Sašo Udovič werd in elk van de twaalf kwalificatieduels vroegtijdig naar de kant gehaald.
- Milenko Ačimovič daarentegen viel 11 keer in: hij speelde slechts één wedstrijd in de basis.